# Edward Thompson (1697-1742)
Edward Thompson (Long Marston, 26 febbraio 1697 – Londra, 5 luglio 1742) è stato un politico inglese. frequentò la scuola Queen Elizabeth Grammar School di Wakefield.

## Biografia
Figlio di Edward Thompson di Long Marston (1670–1734) e di sua moglie Lucy Tindall, nipote di Henry Thompson, mercante di vino di York. Sua sorella, Henrietta, sposò il colonnello Edward Wolfe e fu madre del famoso generale James Wolfe.
Nel 1722, Thompson venne eletto membro del parlamento per York, seggio che mantenne per il resto della sua vita. Impiegato come Commissario per le Rendite Terriere in Irlanda, pubblicò un pamphlet per giustificare l'introduzione di quella tassa in un territorio così difficile. Anche Jonathan Swift entrò nel 1733 nella polemica, sull'introduzione di tale tassa, contro gli ufficiali civili. Dal 1729 al 1733 fu Gran Maestro della Gran Loggia di York.
Sposò in prime nozze Arabella Dunch (m. 1734), figlia di Edmund Dunch, il 6 febbraio 1725. La coppia ebbe una sola figlia:
- Arabella Thompson (m. 28 febbraio 1735)

Thompson si separò da Arabella, che poi sposerà Sir George Oxenden. Dalla seconda moglie, Mary Moor (m. 1784) ebbe una seconda figlia:
- Mary Thompson (14 settembre 1738 – 29 giugno 1747).

Il 5 maggio 1741, venne nominato Commissario dell'Ammiragliato ma morì l'anno successivo.